# Bursaphelenchus eggersi
Bursaphelenchus eggersi är en rundmaskart. Bursaphelenchus eggersi ingår i släktet Bursaphelenchus och familjen Aphelenchidae. Inga underarter finns listade i Catalogue of Life.